# Giovanni Battista Mazzini
Giovanni Battista Mazzini ou Mazini (Bréscia, 1677 – Pádua, 24 de maio de 1743) foi um médico e matemático italiano, assim como um dos mais fervorosos defensores da escola iatromecânica.

## Obras
- Congetture fisico-meccaniche intorno le figure delle particelle componenti il ferro (em italiano). Bréscia: Giovanni Maria Rizzardi. 1714
- Mechanices morborum (em latim). 1. Bréscia: Giovanni Maria Rizzardi. 1723
- Mechanices morborum (em latim). 2. Bréscia: Giovanni Maria Rizzardi. 1725
- Mechanica medicamentorum (em latim). Bréscia: Giovanni Maria Rizzardi. 1734